# 경형 트럭
경형 트럭은 소형 트럭보다도 작은 크기의 화물차를 가리키는 단어이다. 화물차이지만 경차로 분류되기도 한다.

## 설명
경형 트럭은 주로 단거리 운송에 쓰이나 영업용의 경우에는 장거리를 운행하는 일도 있다. 소형 트럭과 더불어 택배를 운송하는 차량으로 쓰이기도 한다. 또한 크기가 소형 트럭보다도 더 작아서 좁은 골목길도 더 안정적으로 주행이 가능한 장점이 존재하며 주로 0.5톤으로 이뤄진 화물차가 경형 트럭으로 분류가 된다. 대한민국에서 경형 트럭은 한국GM 라보와 기아 타우너가 존재한다.

## 같이 보기
- 화물차
- 한국GM 라보
- 기아 타우너